# Spoorlijn Duisburg-Ruhrort Hafen - Duisburg-Meiderich Süd
De spoorlijn Duisburg-Ruhrort Hafen - Duisburg-Meiderich Süd was een Duitse spoorlijn en was als spoorlijn 2301 onder beheer van DB Netze.

## Geschiedenis
Het traject werd door de Preußische Staatseisenbahnen geopend tussen 1905 en 1908. In 1997 is de lijn gesloten en vervolgens opgebroken.  

## Aansluitingen
In de volgende plaatsen was er een aansluiting op de volgende spoorlijnen:
Duisburg-Ruhort Hafen
DB 2302, spoorlijn tussen Duisburg-Ruhrort Hafen en Oberhausen West
DB 2307, spoorlijn tussen de aansluiting Ruhrtal en Duisburg-Ruhrort Hafen
Duisburg-Ruhort Hafen (oud)
DB 3, spoorlijn tussen Ruhrort alter Hafen en Ruhrort neuer Hafen
DB 2206, spoorlijn tussen Wanne-Eickel - Duisburg-Ruhrort
DB 2274, spoorlijn tussen Oberhausen en Duisburg-Ruhrort
DB 2300, spoorlijn tussen Duisburg-Ruhrort en Essen
Duisburg-Meiderich Süd
DB 2274, spoorlijn tussen Oberhausen en Duisburg-Ruhrort
DB 2300, spoorlijn tussen Duisburg-Ruhrort en Essen
DB 2304, spoorlijn tussen Duisburg-Meiderich Ost en Oberhausen West

## Elektrificatie
Het traject werd in 1980 geëlektrificeerd met een wisselspanning van 15.000 volt 16⅔ Hz.